# Sidmount Cottage
Sidmount Cottage ist eine Villa in der schottischen Ortschaft Moffat in der Council Area Dumfries and Galloway. 1981 wurde das Bauwerk in die schottischen Denkmallisten in der höchsten Denkmalkategorie A aufgenommen.

## Beschreibung
Die Villa liegt an der Sidmount Avenue im Nordosten von Moffat. Die westexponierte Frontseite des einstöckigen Gebäudes ist symmetrisch aufgebaut und drei Achsen weit. Eine Plakette weist das Baujahr 1836 sowie die Initialen M.B. aus. Der mit Gesimse abschließende und mit Pilastern gestaltete Eingangsbereich tritt hervor. Bei den flankierenden Drillingsfenstern handelt es sich um Sprossenfenster mit abgeschrägten Faschen. Unterhalb des abschließenden Walmdaches verläuft ein Kranzgesims. Rechts an der Südseite ist ein weiteres Drillingsfenster verbaut. Zurückversetzt befindet sich eine Veranda mit gusseisernen Applikationen.